# Начинкин, Василий Никифорович
Василий Никифорович Начи́нкин (1896—1958) — советский актёр.

## Биография
Родился 1 (13 февраля) 1896 года в Саратове.
Играл на сценах Архангельска, Самары, Баку и других городов. В 1929 году играл в Саратовском театре драмы. С 1949 года — актёр Саратовского ТЮЗа.
Умер 29 декабря 1958 года на сцене театра во время генеральной репетиции «Заводских ребят».
Жена — актриса Вера Михайловна Беликова.

## Роли в театре
- 1948 — «Овод» по Э. Л. Войнич — Рикардо
- 1949 — «Тайна вечной ночи» И. В. Луковского — Освальд Биакар
- 1950 — «Не все коту масленица» А. Н. Островского — Ермил Ахов; «Семья» И. Ф. Попова — Кузьма Иванович, старик-шахматист; «Слуга двух господ» К. Гольдони — Труффальдино; «Золотое сердце» А. Н. Матвеенко — царь Досифей
- 1951 — «Алёша Пешков» О. Д. Форш и И. А. Груздева — дед Василий Васильевич Каширин
- 1952 — «Гимназисты» К. А. Тренёва — Черничкин; «Ревизор» Н. В. Гоголя — Пётр Иванович Бобчинский
- 1953 — «Волынщик из Стракониц» Й. К. Тыла — скрипач Канифоль
- 1954 — «Приключения Чиполлино» Дж. Родари — отец Петрушка; «Три сестры» А. П. Чехова — Иван Романович Чебутыкин; «Дом № 5» И. В. Штока — певец Оковин; «Не называя фамилий» В. Б. Минко — Карпо Сидорович
- 1955 — «Настоящий человек» Б. Н. Полевого — Василий Васильевич; «Сирано де Бержерак» Э. Ростана — Рагно; «Пахарева дочка» И. В. Карнауховой — Никита Гордеевич
- 1956 — «Горя бояться — счастья не видать» С. Я. Маршака — царь Дормидонт; «Домби и сын» Ч. Диккенса — капитан Каттль; «Первая весна» Г. Е. Николаевой — Игнат Игнатович
- 1957 — «Звёздный мальчик» О. Уайльда — Дровосек; «Враги» М. Горького — генерал Печенегов
- 1958 — «Заводские ребята» И. С. Шура — Кузовкин
- «Воспитанница» А. Н. Островского — старый дворецкий Потапыч
- «Тристан и Изольда» — колдун Фросин

## Награды и премии
- Сталинская премия третьей степени (1952) — за исполнение роли деда Каширина в спектакле «Алёша Пешков» О. Д. Форш и И. А. Груздева на сцене Саратовском ТЮЗа
- Заслуженный артист Азербайджанской ССР (08.01.1941)